# سابیا
سابیا (به ایتالیایی: Sabbia) یک کومونه در ایتالیا است که در استان ورسلی واقع شده‌است.

## خصوصیات
سابیا ۱۴٫۵ کیلومترمربع مساحت و ۷۸ نفر جمعیت دارد.